# Elecciones generales de Gibraltar de 1950
Elecciones generales tuvieron lugar en Gibraltar en 1950. La Asociación para el Avance de Derechos Civiles resultó el partido mayoritario en la nueva legislatura, obteniendo tres de los cinco escaños.

## Sistema electoral
La legislatura se formó en 1950 para reemplazar al Ayuntamiento de Gibraltar y fue elegida por representación proporcional.

## Resultados
| Partido                                       | Votos | % | Escaños |
| --------------------------------------------- | ----- | - | ------- |
| Asociación para el Avance de Derechos Civiles |       |   | 3       |
| Independientes                                |       |   | 2       |
| Total                                         |       |   | 5       |
| Fuente: McHale                                |       |   |         |